# Sankt Oswald bei Haslach
Sankt Oswald bei Haslach är en ort och kommun i Österrike. Den ligger i distriktet Rohrbach i förbundslandet Oberösterreich, 180 kilometer väster om huvudstaden Wien. Kommunen gränsar i öster till Tjeckien.
Kommunen består av åtta orter (Ortschaften) (inom parentes invånarantal 1 januari 2024):

- Almesberg (54)
- Günterreith (51)
- Laimbach (48)
- Minihof (47)
- Morau (10)
- Sankt Oswald bei Haslach (173)
- Sattling (56)
- Schwackerreith (71)